# Sankt Cæcilia
Sankt Cæcilia eller Sankt Cecilie er en kvindelig helgen i den katolske kirke. Hun er skytshelgen for musik og for de blinde. Hendes festdag  den 22. november fejres både af den romersk-katolske og de ortodokse kirker.
Man mente længe, at hun var en fornem frue fra Rom, som sammen med sin mand og sine venner som hun havde omvendt til kristendommen, led martyrdøden ca. år 230 under kejser Alexander Severus. 
Nyere undersøgelser har, at Fortunatus, der var biskop i Poitiers (død år 600), har ret i sin oplysning om, at hun henrettedes på Sicilien under Marcus Aurelius  mellem år 176 og 180. 
Santa Cecilia Kirken opført omkring det 5. århundrede til hendes ære ligger i Rom 
og blev ombygget med megen pragt af pave Paschalis 1. omkring år 820 og igen af kardinal Sfondrati i 1599. Den ligger i Trastevere ved Ripa Grande kajen. 
Cæcilias berømmelse inden for musikkens verden hviler på en legende om, at hun priste Gud ved både at spille og synge. 
En række mesterværker i kunstens værker er inspireret af hendes historie, bl.a. Raphael i Bologna, Rubens i Berlin og Domenichino i Paris. I litteraturen fejres hun især i Chaucers Seconde Nonnes Tale og i en berømt ode af John Dryden, der er sat i musik af Händel i 1736 og af sir Hubert Parry i (1889). Andre komponister, som har skrevet musik til Sankt Cæcilia, er Henry Purcell (Ode til Sankt Cæcilia dag fra 1692), Benjamin Britten (Hymn to St. Cecilia fra 1942) og Frederik Magle (Kantate til Sankt Cæcilies Dag fra 1998).
I Danmark er navnet kendt fra mordet på kong Erik Klipping "Sct. Cæcilienat", 22. november 1286. 
Der findes endnu en Sankt Cæcilia, som led martyrdøden i Afrika under kejser Diocletians forfølgelser, og hvis festdag er 11. februar.